# Parafia św. Mikołaja w Pcimiu
Parafia Świętego Mikołaja – rzymskokatolicka parafia w Pcimiu, należąca do dekanatu Pcim w archidiecezji krakowskiej. Od 2011 roku funkcję proboszcza sprawuje ks. kan. dr Lucjan Pezda.